# БИЧ-22
БИЧ-22 (Че-22) — Экспериментальный планёр конструкции Бориса Черановского.

## Конструкция
Планёр был построен по схеме «летающее крыло». Центроплан имел в плане параболическую форму. К нему были пристыкованы трапециевидные консоли большего удлинения. Консоли имели прямую стреловидность. На концах консолей были установлены концевые шайбы, выполнявшие роль килей. Однако существовала модификация БИЧ-22 не имевшая концевых шайб. На задней кромке консолей располагались элероны, на задней кромке центроплана — руль высоты.
Профиль крыла был разработан самим Борисом Черановским. Планёр был целиком изготовлен из дерева, обшивка — фанера и перкаль. Аэродинамические исследования планёра, которые производились в аэродинамической трубе МАИ, показали перспективность предложенной аэродинамической схемы.

## Испытания
В 1948 году был построен опытный экземпляр, испытания которого подтвердили правильность теоретических расчётов. 17 июля 1949 года на авиационном параде в Тушино на Че-22 были успешны выполнены фигуры высшего пилотажа.

## Эксплуатация
По результатам удачных испытаний ЦК ДОСАВ заказал 10 планёров. В конце 1949 года с планёром произошла катастрофа, погиб лётчик-испытатель И. А. Петров. Выпуск планёра после этого был прекращён.

## Лётно-технические характеристики
- Размах крыла — 7,50 м;
- Длина — 5,04 м;
- Площадь крыла — 14,03 м²;
- Масса пустого — 60 кг;
- Аэродинамическое качество — 18;
- Экипаж — 1 человек.